# Carme Martí i Riera
Carmen Martí  Riera (Sant Quirze de Besora, 24 de junio de 1872-Sant Vicenç de Montalt, 16 de enero de 1949) fue una modista y empresaria catalana, creadora del sistema de patronaje Martí.
Hija de una modista, aprendió el oficio en varios talleres de costura. En aquella época la tela se cortaba sobre el cuerpo y había que hacer muchos retoques posteriores. Ideó un sistema de patronaje sencillo y preciso, el «Sistema Martí», que patentó, y que permitía vestir a medida, mediante la elaboración previa de patrones adaptables.
Fundó el Instituto Central del Sistema Martí, todavía existente, que sirvió para formar a muchas modistas en este sistema de patronaje, facilitándoles una capacitación y profesionalidad que hasta entonces no habían tenido. El sistema se difundió por todo el país y dio lugar a la creación de un gran número de escuelas y academias que aplicaban su método. Su academia de patronaje estuvo situada inicialmente en la calle Banys Nous de Barcelona, y en 1908 se trasladó al número 59 del Paseo de Gracia. Mientras tanto su método de patronaje se expandía y hacía abrir nuevas academias no solo en Barcelona, sino por todo el país e incluso fuera de las fronteras.  Así, en 1896 había en Barcelona 13 academias «de corte», entre ellas la de Carmen Martí; dos años más tarde, el número de academias de modistería –que no de sastrería– era de 30 y al año siguiente, en 1899, eran ya 43, en un crecimiento sostenido que no se detuvo en los años siguientes.

## Publicaciones
Autora de unas cincuenta obras, publicó el método de patronaje El Corte Parisien (1896) y después el Sistema Martí (1896). En 1913 publicó la Cartera de patrones graduables, una colección periódica de patrones realizados con los modelos de los diseñadores más prestigiosos de París. Es autora también del libro El traje histórico femenino, una historia de la moda desde Egipto hasta la actualidad (1940).

## Reconocimientos
Recibió numerosos premios y reconocimientos en exposiciones internacionales de alta costura, entre ellos en las Ferias Internacionales de París (1914) y Londres (1924).
En 2018, en la primera edición de los Premios MODA-FAD se rindió homenaje a Carme Martí Riera, como figura clave en la historia de la moda en nuestro país.